# Yanis David
Yanis Esmerelda David (* 12. Dezember 1997 in Les Abymes, Guadeloupe) ist eine französische Weit- und Dreispringerin. 

## Sportliche Laufbahn
Erste internationale Erfahrungen sammelte Yanis David beim Europäischen Olympischen Jugendfestival in Utrecht 2013. Im Weitsprung belegte sie dabei den fünften Platz und siegte im Dreisprung mit windunterstützten 12,92 m. 2014 gewann sie bei den Olympischen Jugendspielen in Nanjing die Goldmedaille im Dreisprung. 2015 erreichte sie bei den Junioreneuropameisterschaften in Eskilstuna im Finale den fünften Platz im Dreisprung. 2016 qualifizierte sie sich für die U20-Weltmeisterschaften im polnischen Bydgoszcz und gewann dort  im Weitsprung die Goldmedaille und belegte im Dreisprung den zehnten Rang. 2017 gewann sie bei den U23-Europameisterschaften die Goldmedaille im Weitsprung und verpasste im Dreisprung als Vierte nur knapp eine weitere Medaille. 2018 wurde sie bei den Mittelmeerspielen in Tarragona mit 6,26 m Elfte im Weitsprung und siegte im Dreisprung mit einer Weite von 14,15 m. Im Jahr darauf schied sie bei den U23-Europameisterschaften in Gävle mit 5,82 m in der Weitsprungqualifikationsrunde aus und startete im Herbst bei den Weltmeisterschaften in Doha, bei denen sie mit 6,46 m aber den Finaleinzug verpasste. 2021 nahm sie im Weitsprung an den Olympischen Sommerspielen in Tokio teil, schied dort aber mit 6,27 m in der Vorrunde aus.
2021 wurde David französische Meisterin im Weitsprung.

## Persönliche Bestleistungen
- Weitsprung: 6,84 m (+1,5 m/s), 6. Juni 2019 in Austin
  - Weitsprung (Halle): 6,63 m, 1. Februar 2020 in Lubbock
- Dreisprung: 14,35 m (+1,1 m/s), 11. Mai 2019 in Fayetteville
  - Dreisprung (Halle): 14,11 m, 25. Februar 2018 in College Station